# Glicerinação

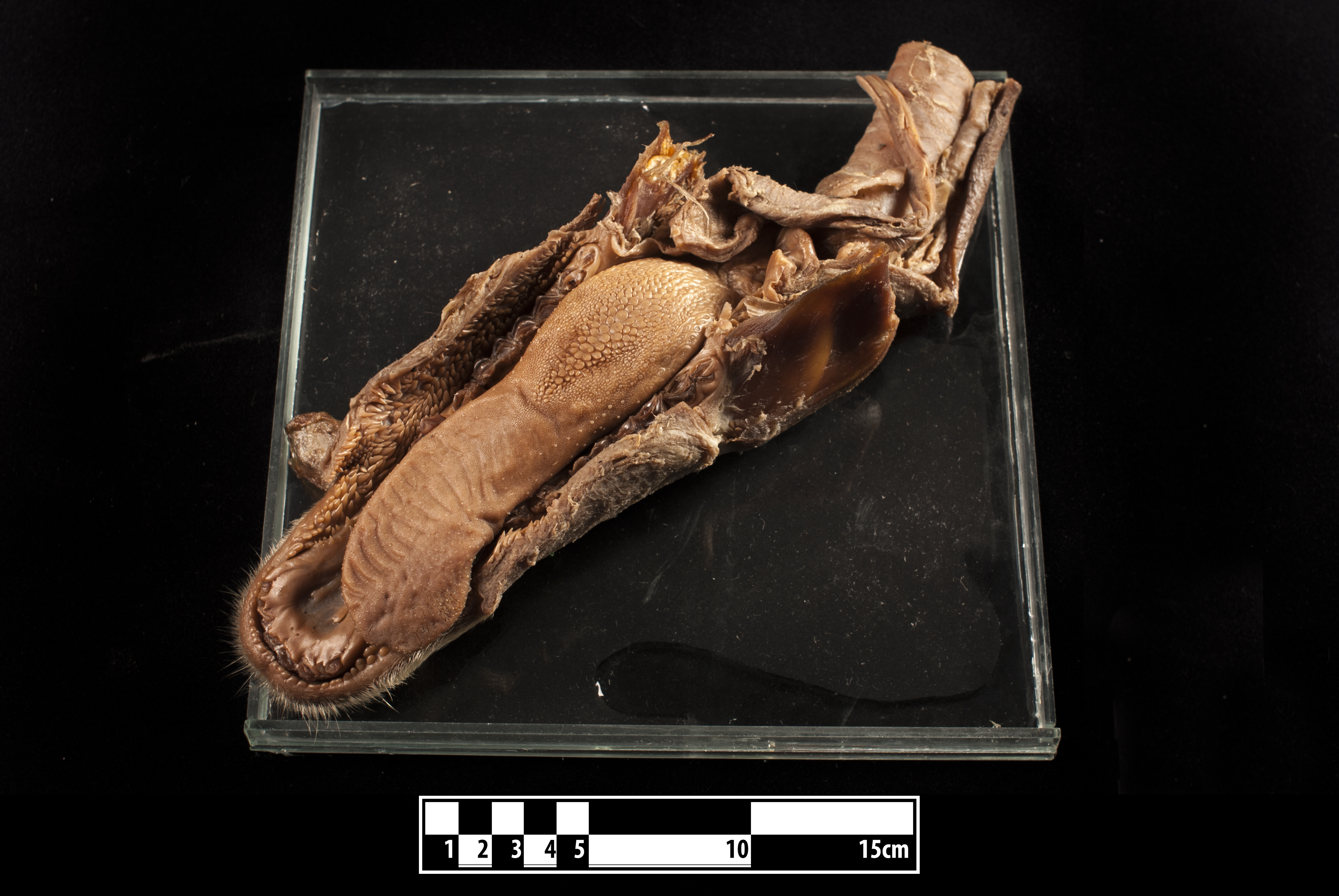
Técnica de glicerinação aplicada na língua de um caprino. Em exposição no MAV/USP.

Nos campos da histologia, patologia, e biologia celular, a glicerinação é uma técnica anatômica de preparação e conservação que permite manter os tecidos úmidos e ao mesmo tempo sem a imersão em soluções conservadoras. Essa técnica teve início com o descobrimento da glicerina em 1779, pelo químico sueco Karl Wilhelm Scheele (1742-1786). Em 1884 o italiano Carlo Giacomini  propôs sua utilização em peças anatômicas. A publicação de Laskowski (1886) mostrou a eficácia da combinação da glicerina com outros compostos conservantes, o que favoreceu a inclusão de cadáveres e de peças com grandes quantidades de tecido biológico. A técnica de glicerinação é comumente usada na maioria das faculdades de medicina do Brasil em cadáveres humanos em aulas práticas de anatomia. Apesar do método de glicerinação possuir um alto custo, as faculdades que a utilizam não planejam mudar tal processo de conservação. Sabendo-se que as peças glicerizadas são mais fáceis de se manusear e apresentam menor intensidade de peso e cheiro, devido à diminuição de vapores prejudiciais aos manipuladores e excelentes resultados estéticos e morfológicos.

## Comparando a glicerinação com aformolização
Existem critérios para se escolher a melhor técnica de conservação das peças anatômicas, para isso alguns aspectos são levados em consideração: os custos, a toxicidade, a técnica, o manuseio das peças no pós-preparo, a necessidade de manutenção da morfologia e a coloração mais próxima possível do estado real e o odor. Deste modo, devido a insalubridade do formol, a glicerinação é o principal método desejado pelas faculdades, que planejam alterar a metodologia de conservação.

## Galeria

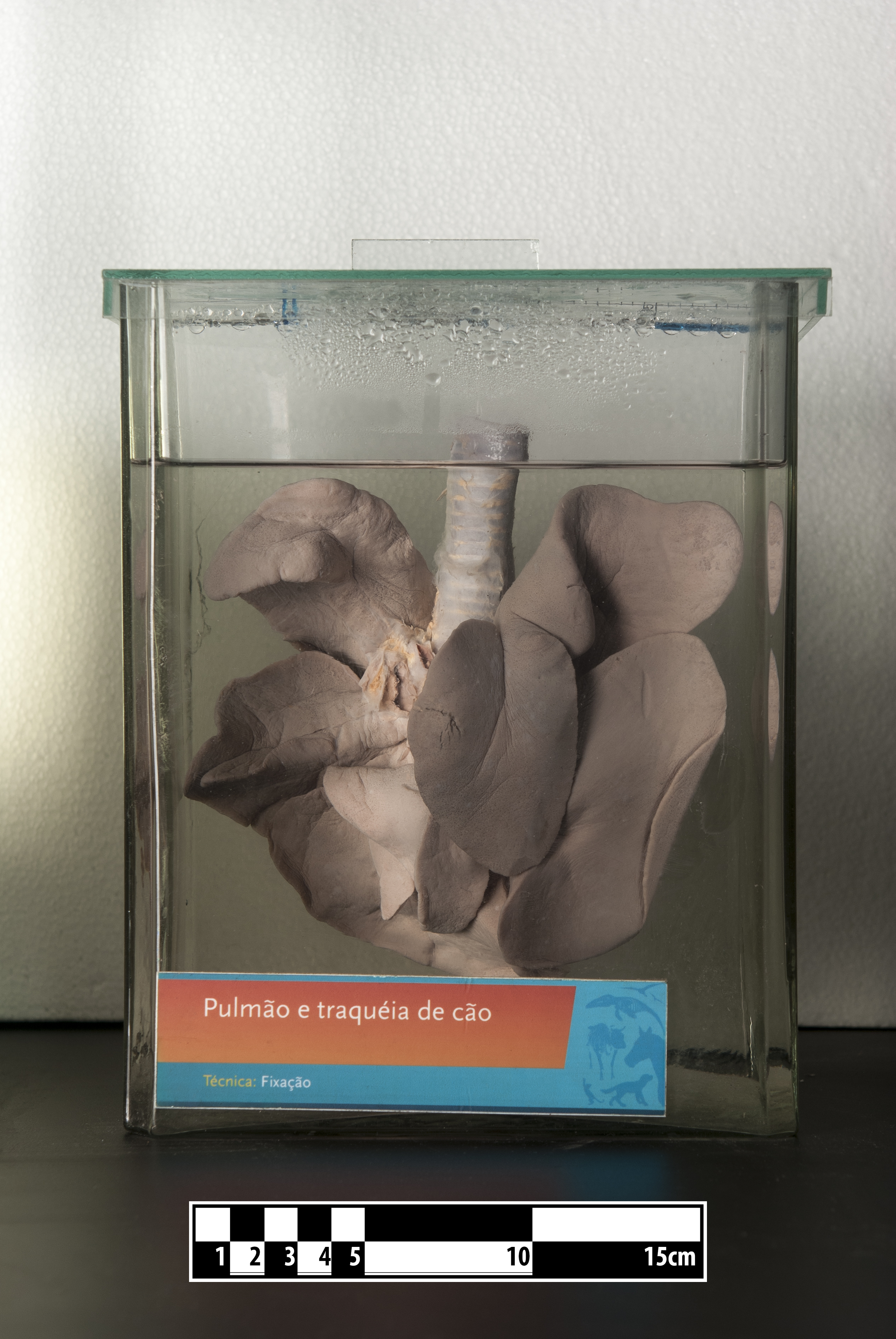
Pulmão e traqueia canino glicerinados. Em exposição no MAV/USP.
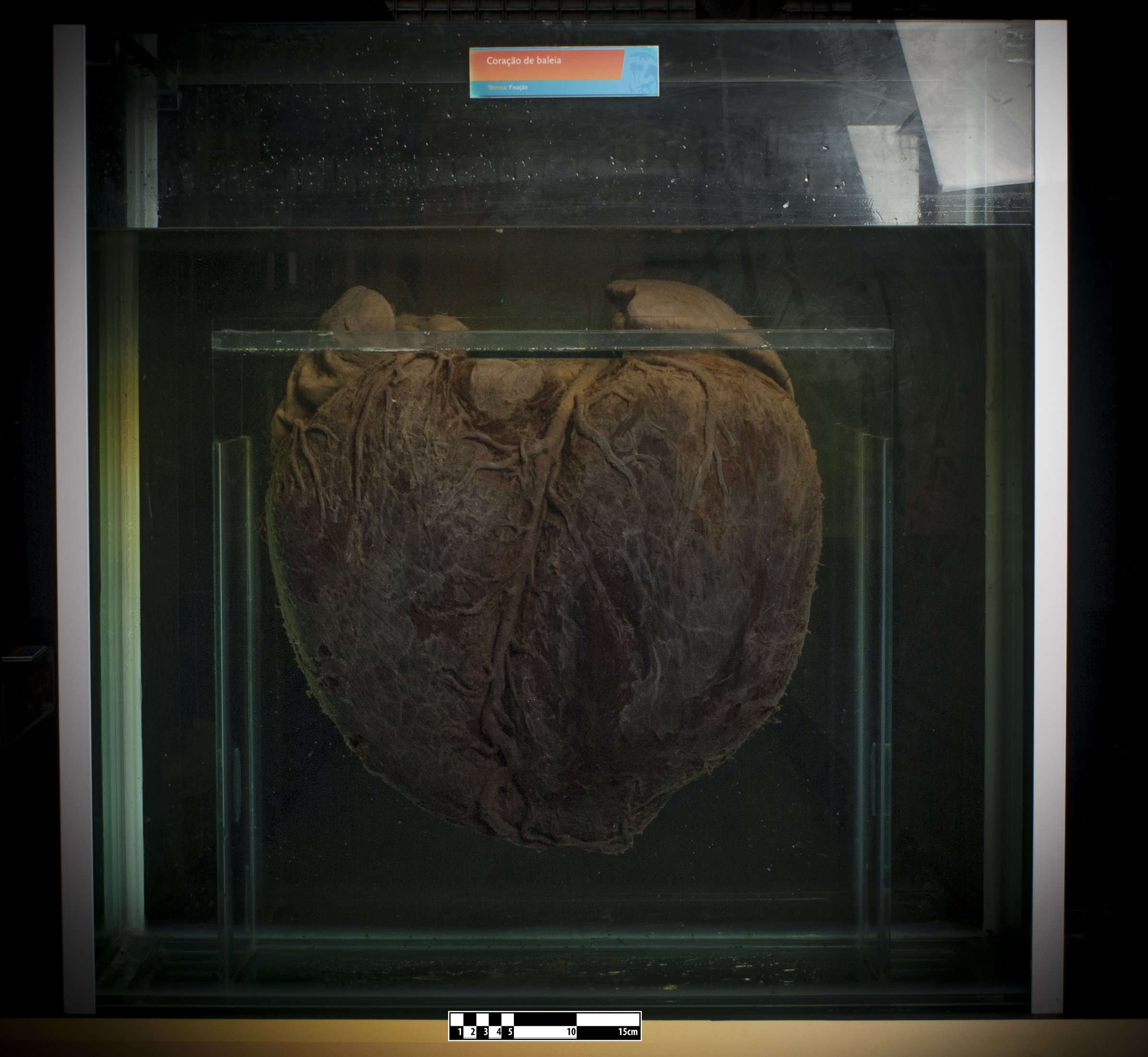
Coração de baleia Minke (Balaenoptera acutorostrata) glicerinado. Em exposição no MAV/USP.
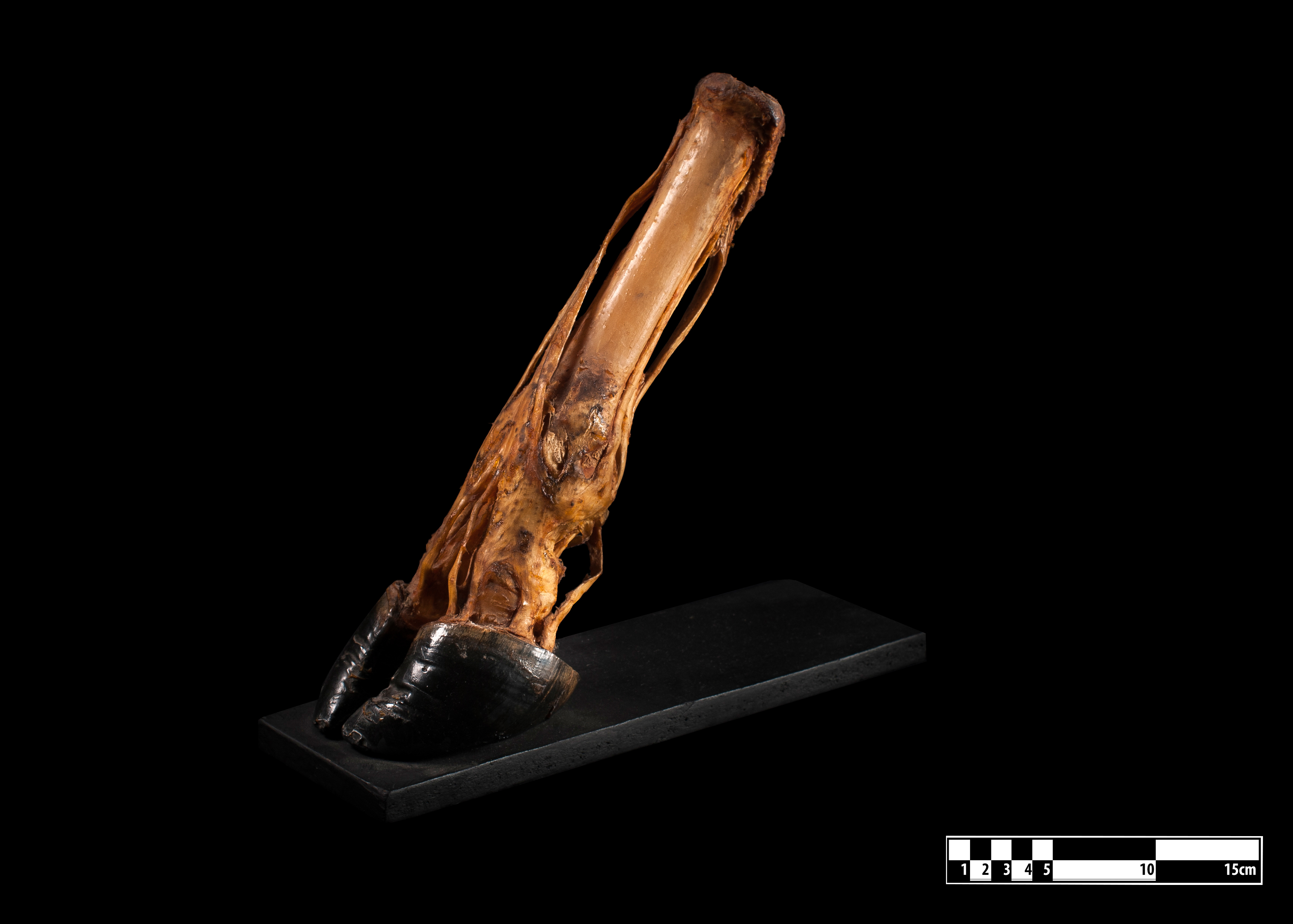
Articulação bovina (tarso) glicerinado. Em exposição no MAV/USP.
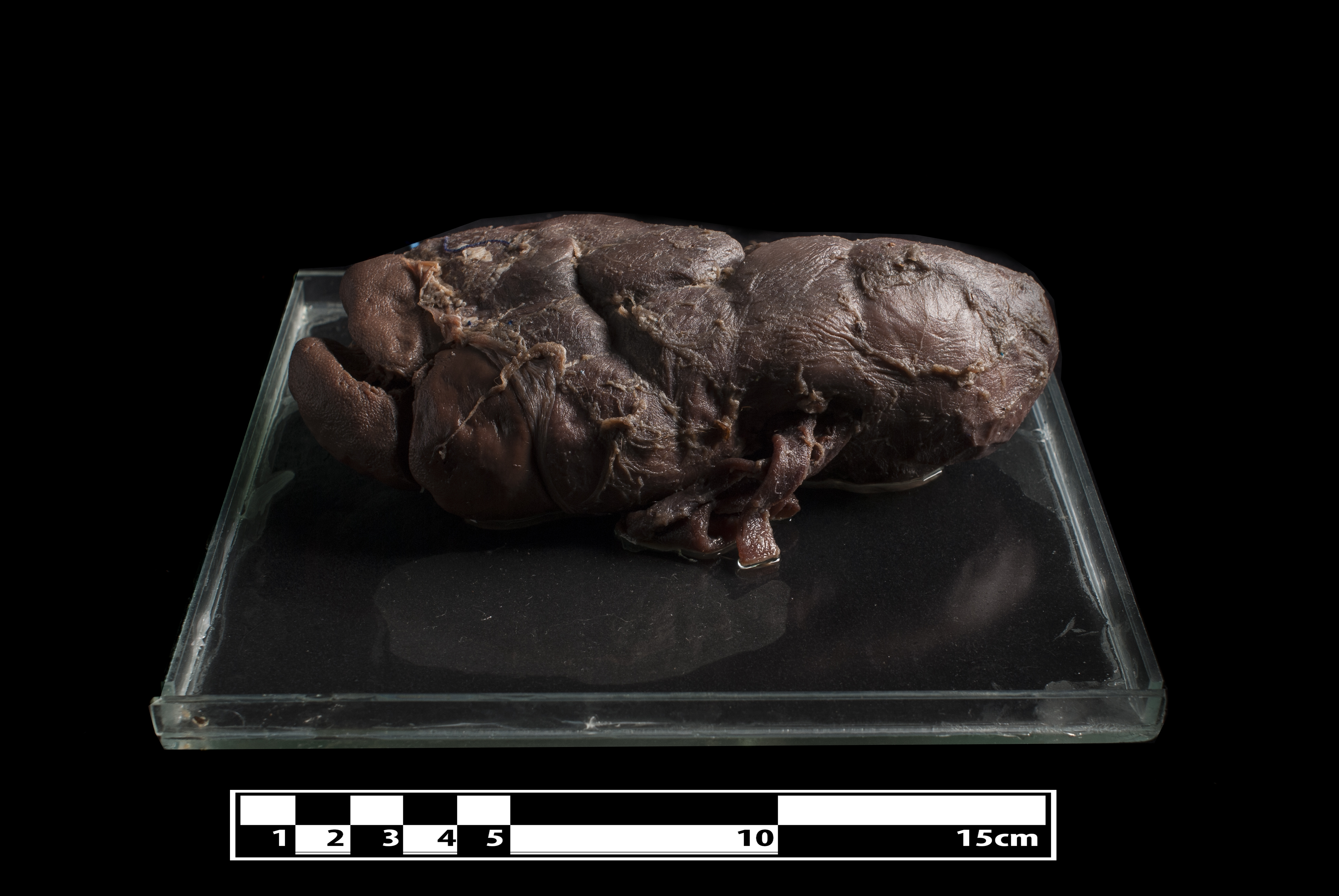
Glicerinação do rim bovino. Em exposição no MAV/USP.